# 袁甫

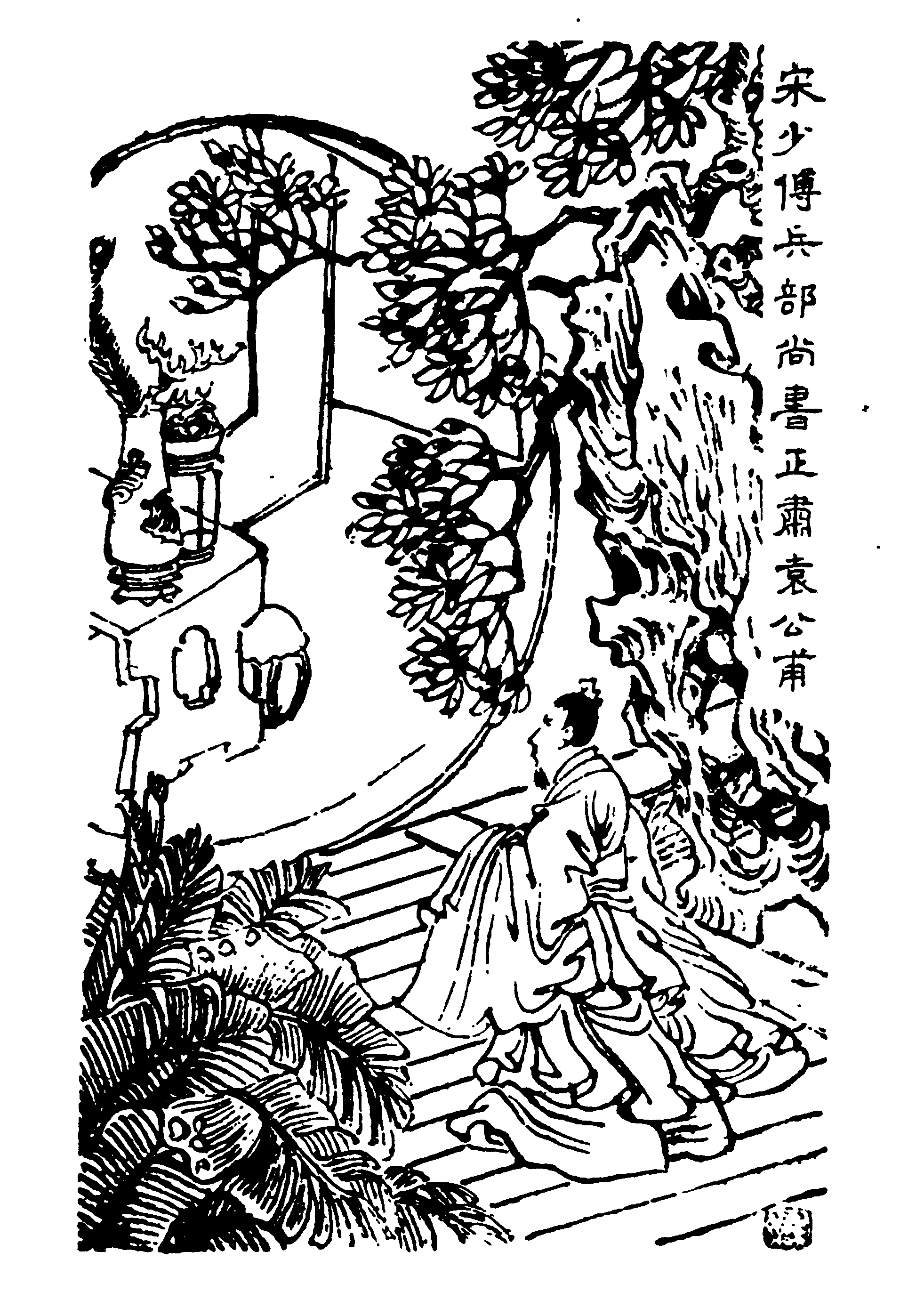
宋少傅兵部尚書正肅袁公甫（清代畫家虞琴所繪，出自《四明人鑑》）

袁甫（?—?），字广微，号蒙斋，鄞县（今浙江宁波）人，南宋政治人物。

## 经历
南宋嘉定七年（1214年）甲戌科进士第一（状元），授签书建康军节度判官，迁秘书省正字，历任秘书郎、提举江东常平、提点刑狱等官职，仕至兵部尚书兼吏部尚书。赠通奉大夫，谥正肃。
嘉定十七年（1224年），任江南东路郡守，兴修地方水利。绍定二年（1229年），调任回江南东路地方官时，令伐石兴筑坝，兴修水利工程。
袁甫是当时朝中主战派的代表人物，曾八次上书宋理宗，指陈时政，献策边事。

## 著作
- 《江东荒政录》
- 《蒙斋集》
- 《孝说》
- 《孟子解》
- 《后省封驳》
- 《信安志》
- 《江东荒政录》
- 《防拓录》
- 《乐事录》

## 延伸閱讀
[在维基数据编辑]
 《四明人鑑·宋少傅兵部尚書正肅袁公甫》，出自《四明人鑑》
 《晉書/卷052》，出自房玄齡《晉書》
 《宋史·卷405》，出自脱脱《宋史》